# Orano
Orano (до 2018 року — фр. Areva) — французька компанія, що займається розробкою та виробництвом устаткування для атомної енергетики та виробництвом електроенергії з альтернативних джерел. Єдина компанія, представлена в усіх видах діяльності, пов'язаної з виробництвом ядерної енергії. Штаб-квартира компанії розташована в Курбевуа, Париж.

## Дочірні компанії
Areva NP S.A.S — 26 січня 2009 компанія Siemens AG оголосила про майбутнє припинення акціонерної угоди з компанією Areva NP S.A.S., що закінчується 30 січня 2012, і продаж своєї частки мажоритарному акціонеру Areva S.A.

## Співпраця з Росією
Одним з постачальників компанії є російське ВАТ «Машинобудівний завод» компанії ТВЕЛ.
Співпраця триває вже більше 20 років і за станом на жовтень 2013 ВАТ МБЗ зробило для Areva більше 3 000 тепловиділяючих зборок.